# James Douglas (Gouverneur)

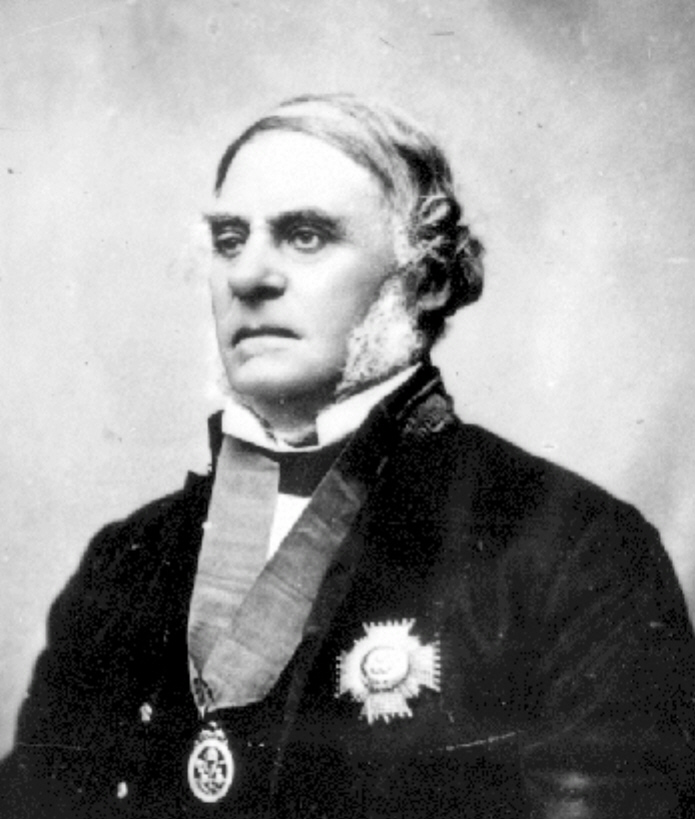
Sir James Douglas

Sir James Douglas (* 5. oder 15. August 1803 in Demerara; † 2. August 1877 in Victoria) war ein britischer Angestellter der Hudson’s Bay Company. Von 1851 bis 1864 war er Gouverneur der britischen Kolonie Vancouver Island, ab 1858 zusätzlich auch Gouverneur der Kolonie British Columbia.
Die kanadische Regierung, vertreten durch den für das Historic Sites and Monuments Board of Canada zuständigen Minister, ehrte Douglas am 24. Mai 1944 und erklärte ihn zu einer „Person von nationaler historischer Bedeutung“.

## Familie
Er war der Sohn des John Douglas, eines Neffen des Generalleutnants Sir Neill Douglas. John Douglas und seine drei Brüder waren Händler in Glasgow. Sie hielten Anteile an Zuckerplantagen in Guyana, wo er eine Beziehung zu einer „Kreolin“, wohl einer Miss Ritchie unterhielt, die zwischen 1801 oder 1802 und 1812 drei Kinder gebar: Alexander, James und Cecilia Eliza. John heiratete 1809 Jessica Hamilton, die in Glasgow eine Tochter namens Jane Hamilton Douglas und weitere Kinder gebar.

## Jugend
James Douglas besuchte früh eine vorbereitende Schule, erhielt eine gute Ausbildung in Lanark und wohl von einem hugenottischen Lehrer in Chester. Bei ihm lernte er wohl auch Französisch. Mit 16 begannen die beiden Brüder eine Ausbildung bei der North West Company. Im Mai 1819 segelten sie von Liverpool nach Québec, James reiste weiter nach Fort William, wo er am 6. August ankam. Er befasste sich zunächst mit Buchhaltung, Geschäftsmethoden und den Indianern.
Im Sommer 1820 reiste er nach Île-à-la-Crosse im zentralen Saskatchewan. Dort kam es im Zusammenhang mit den Auseinandersetzungen zwischen seiner Company und der konkurrierenden Hudson’s Bay Company (HBC) zu einem Duell mit Patrick Cunningham, und er wurde einer der Nor’Westers, die am 12. April 1821 dringlich davor gewarnt wurden, in Schussweite des benachbarten HBC-Postens zu paradieren.

## Erste Verantwortung
Noch im selben Jahr wurden die beiden verfeindeten Kompanien zwangsweise zusammengeschlossen, und Douglas erhielt die Stelle eines second class clerk. Schon 1822 erhielt er die Verantwortung für den Posten Island Lake in Manitoba.
Am 15. April 1825 verließ er Île-à-la-Crosse via Lake Athabasca, um Fort Vermilion am Peace River zu übernehmen. Er überwinterte danach am McLeod’s Lake auf der Ostseite der Rocky Mountains, war im nächsten Frühjahr in Fort St. James am Stuart Lake, dem Hauptquartier des New-Caledonia-Distrikts. Dies sollte die erste von insgesamt sieben Überquerungen der Gebirgskette sein. Im Frühjahr 1826 erreichte Douglas erstmals den Pazifik.

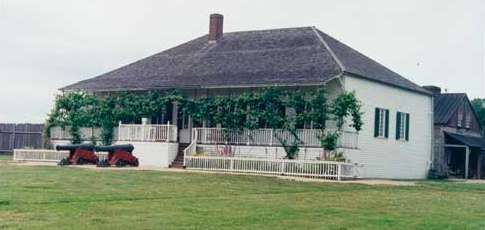
Haus des Chief Factors in Fort Vancouver, Rekonstruktion

Vom 1824 am Columbia River errichteten Fort Vancouver aus sollte sein Distrikt versorgt werden. Chief Factor William Connolly suchte ihn aus, um die Route für Packpferde von Fort Alexandria über den oberen Fraser River nach Fort Okanagan zu sichern – die Reise dauerte vom 5. Mai bis zum 16. Juni. Connolly ließ ihn Pferde bei den Nez Percé beschaffen und traf ihn dann in Fort Okanagan. Am 23. September waren sie wieder in Fort St. James. Schon im Oktober wurde Douglas zu den Secanni geschickt, eine erfolgreiche Mission, die ihm ermöglichte, Fort Connolly am Bear Lake zu errichten.
1827 entschloss sich Douglas, seinen Dreijahreskontrakt auslaufen zu lassen. Doch am 27. April heiratete er Amelia Connolly, die halb-indianische Tochter, ihre Mutter war eine Cree, des Chief Factors – die Ehe wurde 1837 durch eine offizielle Zeremonie in Fort Vancouver bestätigt.
Während Connollys Abwesenheit kam es zu einem Aufruhr, weil Douglas einen des Mordes beschuldigten Indianer hinrichten ließ. Douglas wurde mehrfach bedroht, wie im November am Fraser Lake und im Fort St. James 1829. Douglas fürchtete, ermordet zu werden. Am 30. Januar 1830 verließ er Stuart Lake, um Buchhalter bei John McLoughlin (1784–1857), dem Superintendenten des Columbia Departments, zu werden.
McLoughlin machte ihn 1835 zu seiner rechten Hand, und er nahm an den Ratstreffen des Red River Settlement teil. Am 3. Juni wurde er dort zum Chief Trader. 1838–39 leitete er Fort Vancouver, die übrigen Küstenposten, die Fallenstellerei und die Schiffsverfrachtung. Im November 1839 erhielt er den Posten des Chief Factor. Damit erhielt er nicht mehr 1/85 des Reingewinns der Gesellschaft, also rund 400 £ pro Jahr, sondern das Doppelte. Schon als junger Angestellter hatte er von seinem Gehalt (60 £) die Hälfte gespart, eine Ausgabenhöhe, die er beibehielt. Doch unterstützte er seine Schwester Cecilia und spendete der Bibelgesellschaft und für die christliche Mission in Oregon. So verfügte er im Frühjahr 1850 über 5.000 £.
Douglas hatte sich von Anfang an gegen die Sklaverei bei den Indianern gewandt, verurteilte sie aber genauso unter den Briten. Auch religiöser Übereifer war ihm suspekt.

## Verhandlungen mit Russen und Mexikanern
Im April 1840 ging Douglas nach Sitka, wo er mit den russischen Unterhändlern die Übernahme von Stikine unter die Russian American Company vereinbarte. Damit wurde die Nordwestgrenze des britischen Kolonialreichs festgelegt. Außerdem ließ er Fort Taku in Alaska bauen. Im Dezember ging er nach Kalifornien und verhandelte mit Gouverneur Juan Bautista Alvarado um die Öffnung des Handels in der Region. So konnte er Yerba Buena in San Francisco anbauen lassen. Auch konnte er dort Jagden durchführen lassen, erhielt Handelsrechte, dazu Proviant und Vieh für die HBC-Farmen am Columbia.

## Vancouver Island und Victoria
Im August 1841 reiste er wieder nach Sitka, doch McLoughlin ordnete die Aufgabe der äußersten Posten an. Das Dampfboot Beaver sollte seine Fahrten ausdehnen, und ein neuer Posten sollte im Süden von Vancouver Island errichtet werden. Dort begann im März 1843 der Bau von Fort Victoria.

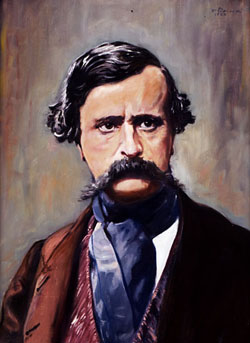
Richard Blanshard, Gouverneur von British Columbia 1849–51

Um Fort Vancouver und im Cowlitz Valley waren erste Farmen entstanden, doch sickerten amerikanische Farmer in die Gegend. Douglas versuchte mit einer provisorischen Regierung gegenzusteuern, doch spätestens mit dem Zug der Leute von Elijah White in das Willamette-Tal 1842 und der Ankunft von 120 Wagen 1843 war der Posten immer schwerer zu halten. 1845 waren bereits 6.000 Amerikaner in Oregon. Douglas wurde 1846 senior member und verteidigte weiterhin die britischen Rechte. Doch Großbritannien einigte sich im Oregon-Kompromiss mit den USA auf den 49. Breitengrad als Grenze.
Douglas reorganisierte nun die Handelsrouten auf das Zentrum Fort Langley am Unterlauf des Fraser River. 1848 weitete er die Geschäftstätigkeit nach Honolulu aus, und 1849 zog er mitsamt dem Hauptquartier, und allem, was der Zentralort benötigte, nach Victoria.
Am 13. Januar 1849 nahm die HBC Vancouver Island aus den Händen Großbritanniens entgegen. Binnen fünf Jahren sollte eine Kolonie eingerichtet werden, wohl mit Douglas als Gouverneur. Doch stattdessen wurde Richard Blanshard der erste Gouverneur. Er kam zwar im März 1850 nach Victoria, konnte sich jedoch nicht durchsetzen.

## Gouverneur von Vancouver Island
Am 16. Mai 1851 war Douglas bereits zum Gouverneur ernannt worden, doch die Nachricht traf erst am 30. Oktober ein. Die Goldfunde auf den Queen Charlotte Islands, der Kauf der Nanaimo-Kohlefelder, von Indianerland um Fort Victoria und die Einrichtung erster Reservate, dazu Straßenbauten und Schulen, stützten die neue Regierung. Die mit den Esquimalt, Songhees, Beecher Bay, T'sou-ke, Tsawout, Tsartlip, Pauquachin und Tseycum geschlossenen Verträge integrierten die Indianer in ein politisches und wirtschaftliches System, das die Stadt stützte. Sie sind durch den Obersten Gerichtshof ebenso bis heute gültig, wie die „Douglas-Verträge“ mit den Snuneymuxw bei Nanaimo und den Kwakiutl im äußersten Norden von Vancouver Island.
Bei der Einrichtung der Reservate hielt sich Douglas an die Königliche Proklamation von 1763 und sorgte dafür, dass die Wünsche der Indianer Berücksichtigung fanden. Vor allem sollte es keine Umsiedlungen geben, denn die traditionellen Dörfer, Fischgründe und Begräbnisstätten, das kultivierte Land sollten im Stammesgebiet verbleiben. Die Kriterien waren ständige Besetzung, Bearbeitung oder andere Investitionen ihrer Arbeit. Douglas glaubte, die Indianer würden die gleichen Bedürfnisse entwickeln wie alle Klassen der Untertanen Ihrer Majestät und sich daher zunehmend anpassen.
Statt der Gratisausgabe von 200 oder 300 Acre pro Siedler wollte Douglas das Land für ein Pfund pro Acre verkaufen, bei mindestens 20 Acre pro Farm. Außerdem hielt die Company sechs Quadratmeilen unmittelbar um Victoria für sich selbst vor. Douglas selbst ließ weiteres Land kaufen, zwölf Acre um das Fort, 1852 bei Esquimalt 418, 1855 247 und weitere 240 im Jahr 1858. Dazu kamen 319 in Metchosin. Doch das wertvollste Land war die Fairfield Farm und ein Gebiet an der James Bay im Gebiet des heutigen Victoria.
Douglas geriet weiter unter Druck, weil ihm Nepotismus vorgeworfen wurde, spätestens als er mehreren Mitarbeitern kündigte und seinen Schwager David Cameron (dessen Frau war Cecilia Eliza Douglas Cowan) als obersten Richter des Supreme Court einsetzte.
Vancouver Island wurde zur Kolonie mit einem Repräsentativorgan. Es begann in gewisser Weise ein Wettlauf mit dem benachbarten Washington, wo das Land frei vergeben wurde, doch immerhin gab es hier keine Indianerkriege. Farmen, Holzfällerei, Kohleminen und Lachsfischerei prosperierten. 1859 wurde die Insel zur Kronkolonie, und Douglas wurde ihr Gouverneur, trotz herber Kritik seitens der Presse – vor allem Amor De Cosmos wandte sich vehement gegen die Klüngelwirtschaft.
Der Hintergrund lag wohl darin, dass London sich keine Konflikte leisten konnte, denn die amerikanischen Goldsucher bereiteten schon genug Schwierigkeiten, Douglas befürchtete den gleichen Verlauf wie in Oregon. Er beanspruchte kurzerhand die Goldfelder für die Krone. Am 25. April 1858 landeten die ersten Goldsucher in Victoria. Ein Kanonenboot am Fraser River erzwang Abgaben für Boots- und Schiffslizenzen. Die Squatter saßen auf San Juan Island und an der Mündung des Fraser River, 8000 Prospektoren zogen Richtung Okanagan Valley. Victoria war eine gewaltige Zeltstadt. Truppen und Schiffe wurden zusammengezogen, um die Gesetzlosen in Schach zu halten.
Zwischen Fort Langley und Fort Yale suchten über 10.000 Mann nach Gold. Einige saßen um Yale und den Großen Canyon bis Lytton. Die Logistik erforderte zunehmend amerikanischen Einsatz für den Straßenbau auf der Harrison-River-Route nach Lillooet. Dazu musste ein Muliweg von Yale nach Lytton unterhalten werden.
Nur britische Untertanen konnten Land kaufen, doch konnte sich jeder naturalisieren lassen. Doch in London drehte der Wind zuungunsten der bisherigen HBC-Politik. Am 2. August 1858 wurde das Territorium New Caledonia in die Kronkolonie British Columbia umgewandelt.

## Gouverneur der Kronkolonie
Douglas wurde zum Gouverneur der neuen Kolonie erhoben und am 19. November 1858 vereidigt. Das Kolonialministerium überprüfte seine Amtsführung auf Vancouver Island und stellte fest, dass er große Summen nach Gutdünken umgewidmet hatte. Douglas drohte mit seinem Rücktritt. Admiral Robert Lambert Baynes von der Pazifikflotte sollte ihn unterstützen, dazu kamen 65 Royal Engineers, von denen die meisten im April 1859 eintrafen. Bis dahin verfügte Douglas über eine persönliche Leibwache von 20 Matrosen und 16 Royal Engineers.
1859 gab es bei weitem nicht so einen chaotischen Massenzustrom wie im Vorjahr. Dennoch wurde bei einem New Westminster genannten Ort am unteren Fraser River eine Befestigung errichtet. Am 27. Juli landete eine amerikanische Militäreinheit. Baynes und die Gesetzgebende Versammlung konnten Douglas davon abhalten, sie mit Gewalt zu vertreiben. Seine Pläne, das Gebiet um den Puget Sound und damit die Mündung des Columbia River in britische Gewalt zu bringen, wurden ebenfalls abgelehnt.
1860 erklärte man Victoria zum Freihafen, um Importe zu ermutigen und Farmer anzuziehen. Doch nun drohte ein weiterer Goldrausch durch Funde am Antler Creek. Um Straßen bauen zu können, ließ Douglas Abgaben auf Waren, Straßennutzung und Minenlizenzen erheben, dazu kam eine Bankanleihe von 50.000 £. Außerdem versuchte er die Regierung dazu zu veranlassen, einer Änderung seiner Indianerpolitik zuzustimmen. Bisher hatte er Verträge geschlossen, um gegen Decken und dergleichen Land zu erhalten. Am 23. März 1861 schrieb er nach London und gab seiner Hoffnung Ausdruck, dass die Besitzrechte der Indianer an Land bald verschwinden würden (extinguished) und schlug vor, die noch nicht „abgekauften“ Gebiete auf Vancouver Island – er nennt Cowichan, Chemainus und Barkley Sound – für rund 3000 Pfund zu erwerben und damit die rund 1000 Familien zum Verzicht auf ihr Land zu bewegen. Ausdrücklich betonte er, dies sei zum Erhalt des Friedens notwendig, und er habe seine Politik des Landkaufs, bevor neue Siedler kamen, 1859 nur unter dem Druck finanzieller Grenzen und des Endes der HBC-Rechte geändert.
1862 zog der Cariboo-Goldrausch wieder rund 5.000 Männer an. Douglas schlug eine Wagenstraße von 18 Fuß Breite von Yale nordwärts nach Quesnel und weiter zum Williams Creek vor. Die Great North Road sollte von den Royal Engineers und dazu kommenden Kontraktanten errichtet werden und den Fraser zur Schlagader British Columbias machen. Auch sollte die Provinz an die östlichen Kolonien angebunden werden. Douglas erwartete schon 1863 eine zukünftige Telegraphenlinie und eine Eisenbahnverbindung bis zum Atlantik in den nächsten zehn Jahren.
Während nun Victoria als Handels- und Bankenzentrum aufstieg, geriet die Entwicklung in New Westminster ins Stocken. Forderungen begegnete Douglas mit der Erhebung zur Stadt und der Wahl eines Stadtrates am 16. Juli 1860. Douglas verdächtigte eine kalifornisch-kanadische Clique, die „New Westminster radicals“, die einzige unzufriedene Gruppe zu sein und gegen ihn zu intrigieren – zugunsten eines Anschlusses an die USA.
Am 11. August 1863 wurde Douglas als Knight Commander des Order of the Bath in den Ritterstand erhoben und führte fortan den Namenszusatz „Sir“.
Douglas hatte sich 100.000 Pfund geliehen, um den Plan seiner großen Straße durchzuführen. Gleichzeitig hatte er irgendwie sein Gehalt von 1.800 auf 3.800 Pfund erhöht. Seine Erfolge waren so erheblich, dass er trotz allem im Amt blieb. So stiegen die Einnahmen der Kolonie 1864 auf 110.000 Pfund, Victoria hatte inzwischen 6.000 Einwohner.

## Rücktritt und Lebensabend

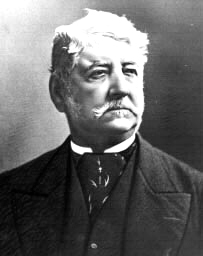
Arthur Edward Kennedy, Gouverneur von British Columbia und Vancouver Island (März 1864-Oktober 1866)

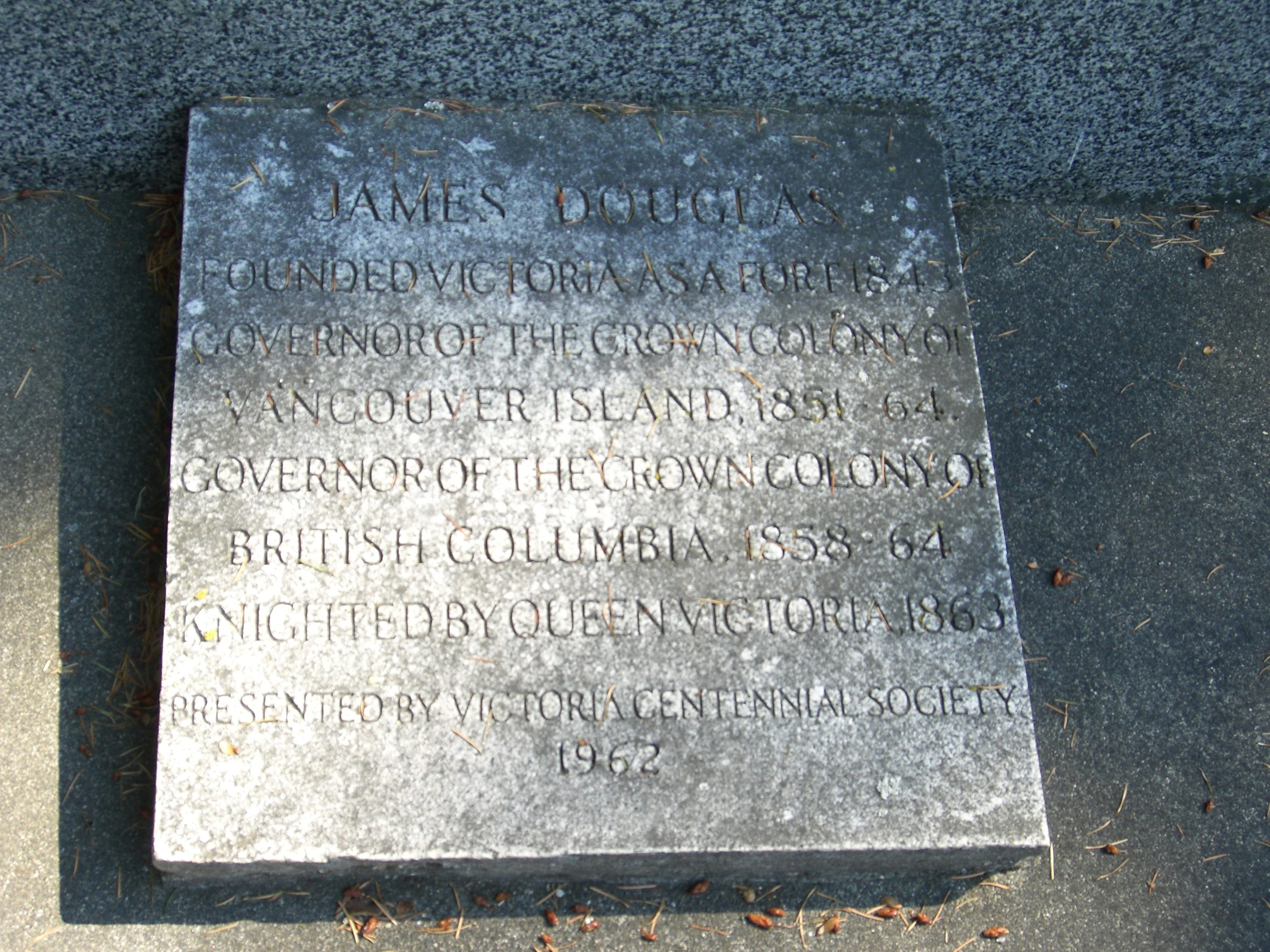
Grabstein Douglas’ auf dem Ross Bay Cemetery

Dennoch musste er am 14. Mai 1864 seinen glücklosen Nachfolger Arthur Edward Kennedy empfangen. Er reiste nach London. Seinen kränkelnden Sohn James hatte er bereits vorausgeschickt. Seine Tochter Jane lebte in Schottland. 1865 reiste er nach Paris, nachdem er eine Grand Tour durch Europa unternommen hatte. Doch er brach seine Reise ab, als er hörte, dass seine Tochter Cecilia verstorben war, die Ehefrau von John Sebastian Helmcken. Von Douglas’ 13 Kindern waren nur sechs erwachsen geworden. Sein Sohn James starb 1883. Die meiste Zeit verbrachte Douglas nun in Victoria. Seine Tochter Martha war der Trost seiner alten Tage. 1872 ging sie dennoch zur Ausbildung nach England.
Über seinen Schwiegersohn Helmcken dürfte er noch einen gewissen politischen Einfluss ausgeübt haben, denn der war einer der drei Delegierten, die den Beitritt British Columbias zur Kanadischen Konföderation aushandelten. Noch 1872 bedauerte er den Verlust einiger der San-Juan-Inseln an die USA.
Infolge eines Herzinfarkts verstarb Sir James Douglas am 2. August 1877 in Victoria. Er gilt als „Der Vater von British Columbia“.

## Belege
1. ↑  Douglas, Sir James - National Historic Person. In: Directory of Federal Heritage Designations. Parks Canada/Parcs Canada, abgerufen am 21. Juni 2022 (englisch).
2. ↑  Henry S. Wellcome: The Story of Metlakatla. Saxon, London 1887, S. 466f.
3. ↑  Knights and Dames: DOO–FOW bei Leigh Rayment's Peerage

| Personendaten    | Personendaten                                        |
| ---------------- | ---------------------------------------------------- |
| NAME             | Douglas, James                                       |
| KURZBESCHREIBUNG | Gouverneur von Vancouver Island und British Columbia |
| GEBURTSDATUM     | 5. August 1803 oder 15. August 1803                  |
| GEBURTSORT       | Demerara, heute Guyana                               |
| STERBEDATUM      | 2. August 1877                                       |
| STERBEORT        | Victoria, British Columbia                           |